# Alejandro Catalán
Alejandro Catalán (Buenos Aires, 23 de noviembre de 1971) es un actor, director y profesor teatral argentino.

## Trayectoria
De 1991 a 1997 se formó actoralmente en Sportivo Teatral, con Ricardo Bartis, y de 1991 a 1993 estudió dramaturgia con Mauricio Kartun. También se formó en el Taller de Teatro de Objetos con Daniel Veronese y Ana Alvarado.
Asimismo, entre 1995 y 1998 cursó estudios de filosofía griega con Santiago Kovadloff.
Como educador del área de teatro, coordina desde 1999 un taller teatral que es referencia en el área. Además dicta clases y cursos en diferentes instituciones educativas de Buenos Aires y del interior de Argentina, como Sportivo Teatral (donde se formó), el Centro Cultural Ricardo Rojas, el Centro Cultural San Martín y la Universidad de Córdoba. Asimismo, dictó seminarios en el exterior, en los teatros Organic (Francia), Sala Beckett y Sala Trono (en Barcelona y Tarragona, respectivamente) y en la Asociación de Actores de Barcelona y Girona.

## Obra

### Como actor
- 2009 - Coquetos Carnavales (dir. Luis Cano)
- 1998 al 2000 - El pecado que no se puede nombrar (dir. Ricardo Bartis)
- 1997 - Circonegro (dir. Daniel Veronese)
- 1997 y 2001 al 2004 - Cercano Oriente (La Caja)
- 1996 - El corte (dir. Ricardo Bartis)
- 1995 - Circonegro (dir. Daniel Veronese y Ana Alvarado)
- 1992 - Popey Olivia (dir. Hugo Midón)
- 1990 - El imaginario (dir. Hugo Midón)

### Como director
- 2010 - AMAR
- 2007 - Dos minas
- 2005 al 2008 - Solos
- 2003 - FOZ.

## Premios y distinciones
- "Premio teatro XXI 2003" a la mejor dirección escénica, por "FOZ". Esta obra fue invitada al festival "BsAs en Berlín", en 2004.
- 1997 - Mención Especial en el Premio de Iniciación de Teatro (Premio Nacional), Producción 1993/1994
- 1996 - Mención honorífica del Fondo Nacional de las Artes por "Temporal".
- 1995 - Mención honorífica del Fondo Nacional de las Artes por "Él".